# System żarowy

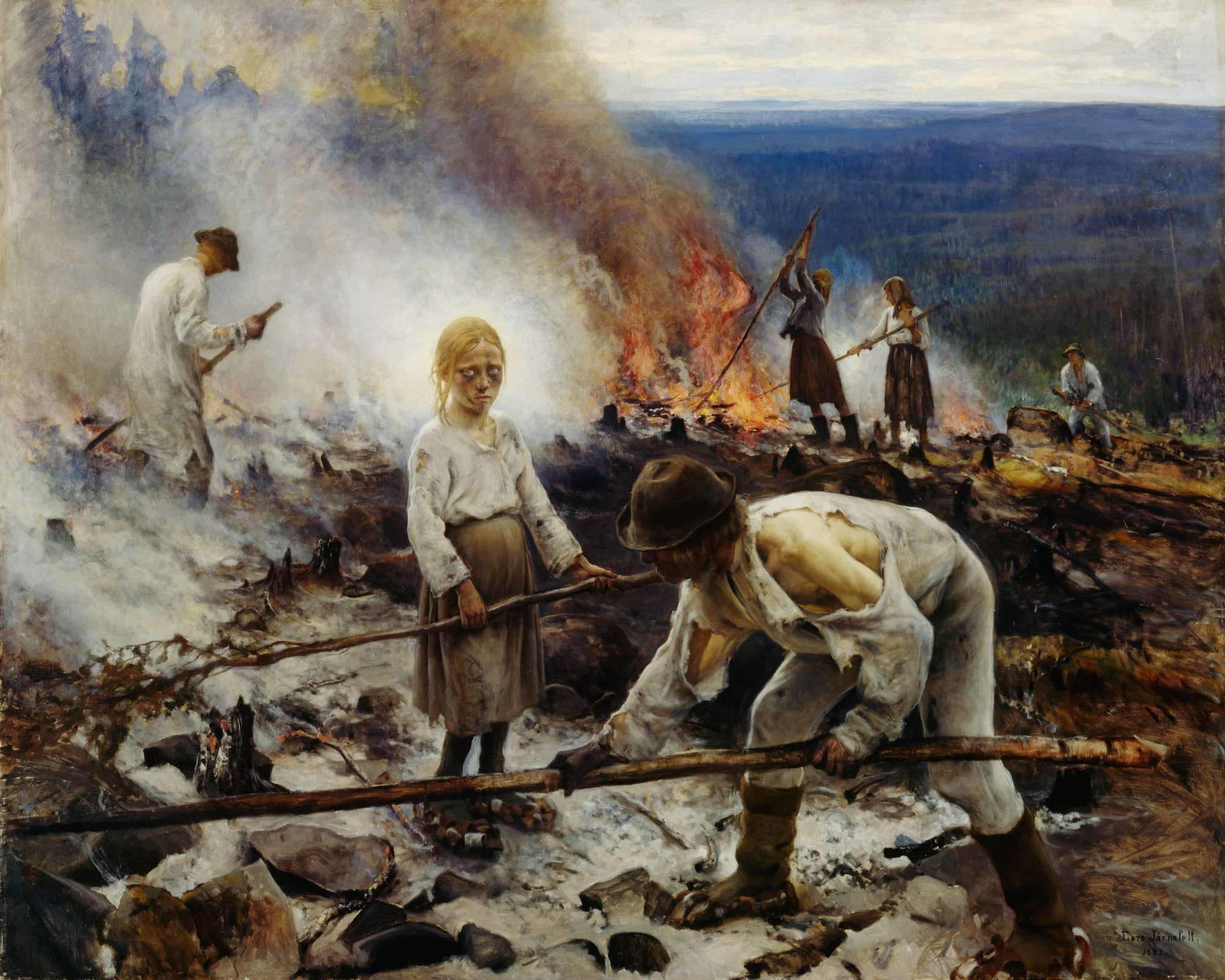
Wypalanie lasu – obraz Eero Järnefelta z 1893 roku

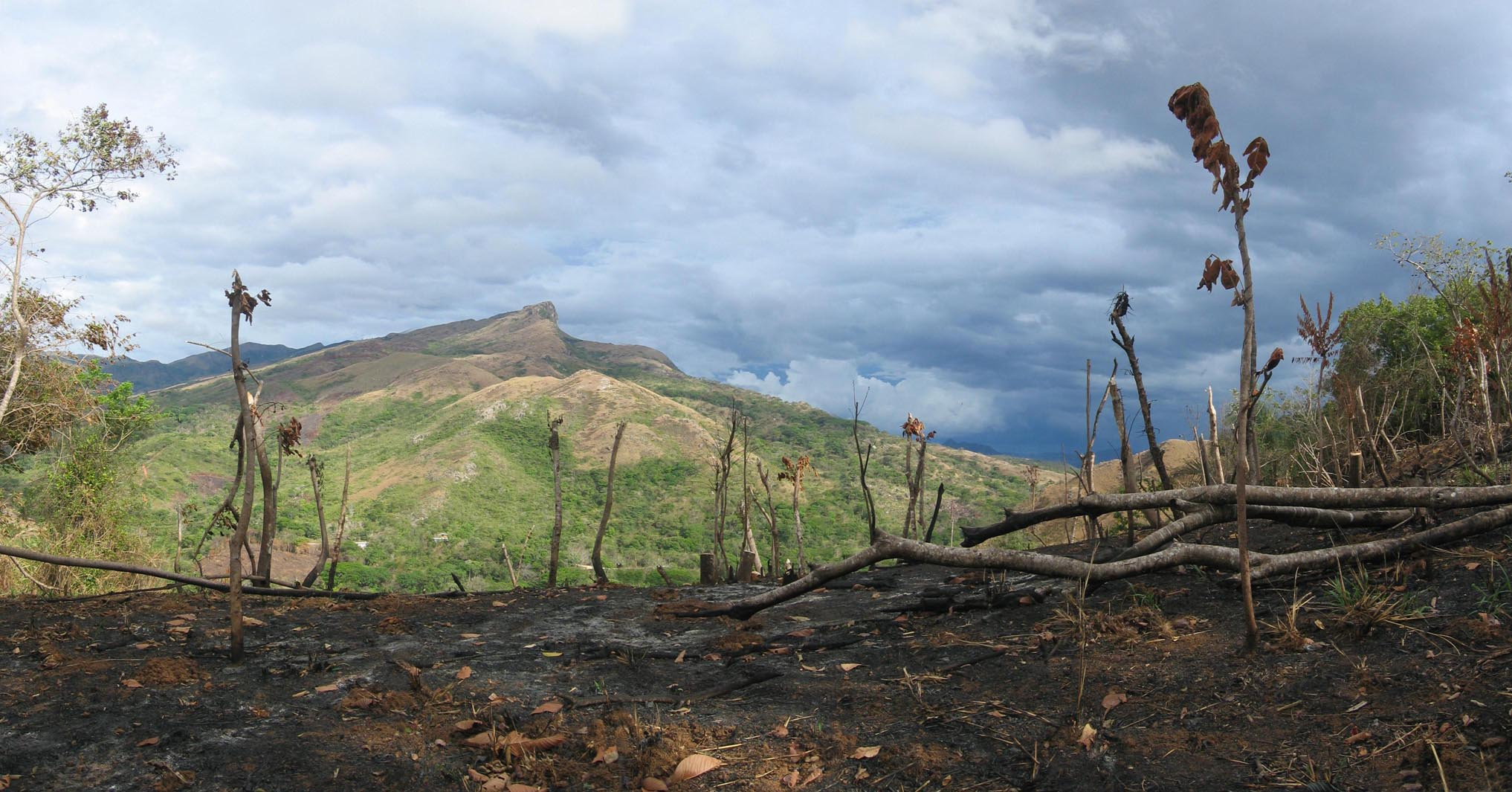
Przykład współczesnego stosowania systemu żarowego w Panamie

System żarowy, system ogniowy, gospodarka żarowa, gospodarka łazowa, trzebież żarowa – jeden z pierwszych rolniczych systemów użytkowania roli, wywodzący się z kopieniactwa i stosowany na terenach zalesionych. Polegał na tym, że las wypalano i w jego miejscu przy pomocy prymitywnych narzędzi, np. kopaczki, uprawiano zboża nawet przez kilkanaście lat stosując jednopolówkę, aż do wyczerpania gleby.
Otrzymanie polan przez wypalanie wymagało specjalnego postępowania, tak aby otrzymać polanę tylko na zaplanowanym obszarze i nie doprowadzić do spalenia całego lasu. Wykonywano to metodą cyrhlenia.